# Hemidesmosom
Hemidesmosomen sind Zellstrukturen in Zellmembranen, die eine Verbindung zwischen Zellen und Basallamina herstellen.
Sie sehen elektronenmikroskopisch wie halbe Desmosomen aus. Genau wie diese dienen sie der Stabilisierung der Epithelzellen und sind intrazellulär mit den Intermediärfilamenten verknüpft, jedoch verbinden sie nicht verschiedene Zellen miteinander, sondern verknüpfen die basale Oberfläche der Epithelzellen mit der darunterliegenden Basallamina. Die extrazellulären Adhäsionsmoleküle sind hier nicht Desmogleine wie bei den Desmosomen, sondern Integrine. Dabei binden die extrazellulären Domänen des Integrin an Laminin-Proteine der Basallamina. Hemidesmosomen werden insbesondere von Epithelzellen exprimiert. Die intrazelluläre Domäne des Integrin bindet über Ankerproteine (Plektin) an Keratinfilamente. Im Gegensatz zu den Desmosomen werden bei den Hemidesmosomen häufig die Enden der Keratinfilamente verankert.
Autoantikörper gegen Hemidesmosomen führen zum Krankheitsbild des bullösen Pemphigoid.